# Aeroportul Kelafo East
Aeroportul Kelafo East (IATA: LFO, ICAO: HAKL) este un aeroport din Etiopia.
aeroportul dispune de o singură pistă.